# البنت اللي قالت لأ (فلم)
البنت اللي قالت لأ هو فيلم مصري أنتج سنة 1982 من بطولة سمير غانم، سهير رمزي، مصطفى فهمي، هالة صدقي، صلاح نظمي، إبراهيم سعفان. ومن إخراج أحمد فؤاد

## القصة
تتولى عصمت بنفسها قيادة سيارة الأجرة التي تمتلكها . تتعرض لمضايقات من سائقها السابق عبد الله الذي كان يستغلها . يسلط عليها بعض رجال سيئ السمعة الذين يستدرجونها إلى مكان مهجور، حيث يقبض عليهم شرطة الآداب، تهرب عصمت فيطاردها عبد الله بسيارته . ينتهي الأمر بإصابتهما ونقلهما إلى المستشفى . يندم عبد الله على ما دبره لعصمت التي تتزوج من حبيبها نبيل.

## وصلات خارجية
- مقالات تستعمل روابط فنية بلا صلة مع ويكي بيانات